# Pippa Middleton
Philippa Charlotte "Pippa" Middleton, född 6 september 1983 i Reading i England, är en brittisk författare och yngre syster till Catherine, prinsessa av Wales. Hon fick uppmärksamhet efter att ha varit brudtärna vid vigseln mellan sin syster och prins William år 2011. Förlaget Penguin Books betalade Middleton 400 000 pund för att skriva en bok om festfixande, med hennes bästa tips för en lyckad träff eller fest. Boken Celebrate publicerades hösten 2012. Hon har även skrivit boken Heartfelt som publicerades 2016.
År 2016 förlovade hon sig med James Matthews och de gifte sig i St Mark's Church 2017. Tillsammans har de barnen Artur (född 2018), Grace (född 2021) och Rose (född 2022).